# Rajdowy Puchar Pokoju i Przyjaźni 1978
Rajdowy Puchar Pokoju i Przyjaźni 1978 kolejny sezon serii rajdowej Rajdowego Pucharu Pokoju i Przyjaźni (CoPaF) rozgrywanej w krajach socjalistycznych w roku 1978. Sezon ten składał się z siedmiu rajdów i rozpoczął się 30 marca, a zakończył 19 grudnia, zwycięzcą został Czechosłowak Jiří Šedivý, zespołowo wygrała drużyna ZSRR.

## Kalendarz[1]
| Runda | Data                | Nazwa rajdu           | Baza rajdu    | Nawierzchnia | Zwycięzca           | Wyniki |
| ----- | ------------------- | --------------------- | ------------- | ------------ | ------------------- | ------ |
| 1     | 30 marca-1 kwietnia | 18. Rajd Pneumant     | Berlin        | Mieszana     | Yakov Agishev       | Wyniki |
| 2     | 26-28 maja          | 10. Rajd Volán        | Győr          | Szuter       | Andris Reimanis     | Wyniki |
| 3     | 11-13 czerwca       | 9. Rajd Złote Piaski  |               | Asfalt       | Václav Blahna       | Wyniki |
| 4     | 6-9 lipca           | 38. Rajd Polski       | Wrocław       | Mieszana     | Václav Blahna       | Wyniki |
| 5     | 28-30 lipca         | 13. Rajd Dunaju       | Turnu Severin | Mieszana     | Vlastimil Havel     | Wyniki |
| 6     | 16-17 września      | 10. Rajd Tatr         | Poprad        | Mieszana     | Andris Reimanis     | Wyniki |
| 7     | 12-19 grudnia       | 7. Rajd Russkaya Zima |               | Mieszana     | Konstantin Antropov | Wyniki |

1. ↑  Zwycięzcą klasyfikacji generalnej 10. Rajdu Volán był Węgier Attila Ferjáncz, Andris Reimanis w klasyfikacji generalnej zajął drugie miejsce, a wygrał klasyfikację CoPaF
2. ↑  Zwycięzcą klasyfikacji generalnej 9. Rajdu Złote Piaski był Austriak Franz Wittmann sen., Vlastimil Havel w klasyfikacji generalnej zajął drugie miejsce, a wygrał klasyfikację CoPaF
3. ↑  Zwycięzcą klasyfikacji generalnej 38. Rajdu Polski był Hiszpan Antonio Zanini, Václav Blahna w klasyfikacji generalnej zajął czwarte miejsce, a wygrał klasyfikację CoPaF
4. ↑  Zwycięzcą klasyfikacji generalnej 13. Rajdu Dunaju był Austriak Franz Wittmann sen., Vlastimil Havel w klasyfikacji generalnej zajął drugie miejsce, a wygrał klasyfikację CoPaF

## Klasyfikacja kierowców[1]
| Miejsce | Kierowca          | PNE | VOL | BUL | POL | DUN | TAT | RUS | Pkt |
| ------- | ----------------- | --- | --- | --- | --- | --- | --- | --- | --- |
| 1       | Jiří Šedivý       | NU  | 4   | 3   | 4   | 4   | NU  | 11  | 200 |
| 2       | Bogdan Wozowicz   |     | 3   | 28  | 3   | 6   | NU  | 16  | 171 |
| 3       | Antonín Císař     | 2   | 6   | NU  | 5   |     | NU  | 17  | 153 |
| 4       | Václav Blahna     |     |     | 1   | 1   | 1   | NU  |     | 150 |
| 5       | Georgi Petrow     |     | 27  | 10  | 13  | 8   | NU  | 20  | 147 |
| 6       | Andris Reimanis   |     | 1   | 6   |     | NU  | 1   |     | 139 |
| 7       | Svatopluk Kvaizar |     |     | 2   | 2   | 3   | NU  |     | 135 |
| 8       | Andrzej Radecki   |     |     | 19  | 11  | 11  | 4   |     | 135 |
| 9       | Jaroslav Mahr     |     | 7   | 7   | 6   | NU  | NU  | 33  | 127 |
| 10      | Heiki Ohu         | 3   | NU  |     | 7   |     | NU  | 2   | 127 |

## Klasyfikacja zespołowa[3]
| Miejsce | Zespół | Punkty |
| ------- | ------ | ------ |
| 1       | ZSRR   |        |